# Streepkuifmierklauwier
De streepkuifmierklauwier (Thamnophilus multistriatus) is een zangvogel uit de familie Thamnophilidae (miervogels).

## Verspreiding en leefgebied
Deze soort komt voornamelijk voor in Colombia en telt vier ondersoorten:
- T. m. brachyurus: westelijk Colombia.
- T. m. selvae: uiterst westelijk Colombia.
- T. m. multistriatus: centraal Colombia.
- T. m. oecotonophilus: noordoostelijk Colombia en westelijk Venezuela.

## Status
De grootte van de populatie is niet gekwantificeerd maar de soort wordt omschreven als vrij algemeen. Op de Rode lijst van de IUCN heeft deze soort de status niet bedreigd.